# Anthony Shaffer
Pour les articles homonymes, voir Shaffer.
Anthony Shaffer est un romancier, dramaturge et scénariste britannique, né le 15 mai 1926 à Liverpool (Royaume-Uni) et mort le 6 novembre 2001 à Londres (Royaume-Uni). Il est le frère jumeau de Peter Shaffer, dramaturge.

## Biographie
Après des études à Londres (St Paul's School) et à Cambridge (Trinity College), il exerce la profession d'avocat (1951-1955), puis travaille dans une agence de production cinématographique (de 1955 à 1969). Il est surtout connu pour ses scénarios, particulièrement soignés, des films Le Limier (1972) de Joseph L. Mankiewicz, Frenzy (1972) d'Alfred Hitchcock et The Wicker Man de Robin Hardy.

## Œuvre

### Romans
- The Woman in the Wardrobe: A lighthearted detective story (1951), en collaboration avec Peter Shaffer, paru sous le pseudonyme Peter Antony
- How Doth the Little Crocodile? (1952), en collaboration avec Peter Shaffer, paru sous le pseudonyme Peter Antony
- Withered Murder (1955), en collaboration avec Peter Shaffer
- Absolution  (1979), novélisation par Anthony Shaffer de son propre scénario pour le film Absolution (en) Publié en français sous le titre Absolution, traduit par Jean Esch, Paris, Rivages, coll. « Rivages/Mystère », 1992, 234 p.  (ISBN 2-86930-586-9) ; réédition, Paris, Rivages, coll. « Rivages/Mystère » no 10, 1994, 237 p.  (ISBN 2-86930-586-9) ; réédition, Paris, Payot & Rivages, coll. « Rivages/Noir » no 1049, 2017
- The Wicker Man (1978), en collaboration avec Robin Hardy, d'après le scénario de Shaffer

### Pièces de théâtre
- The Savage Parade  (1963), version révisée sous le titre This Savage Parade en 1987
- Sleuth  (1970) Publié en français sous le titre Le Limier, traduit et adapté par Jacques Collard, Martel, Éd. du Laquet, coll. « Théâtre de poche » 1994, 84 p.   (ISBN 2-910333-05-1) ; réédition, Paris, L'Avant-scène Théâtre no 1124, mise en scène de Didier Long, 2002, 118 p. (BNF 39113018)
- Murderer  (1975)
- Whodunnit  (1977), d'abord connu sous le titre The Case of the Oily Levantine
- Widow's Weeds (1986), d'abord connue sous le titre For Years I Couldn't Wear My Black
- The Thing in the Wheelchair (2001)

### Mémoires
- So What Did You Expect? (2001)
- Lock the Door and Tell Nobody (2001 - 2006), en collaboration avec Carolyn Shaffer

## Filmographie
- 1972 : Le Limier réalisé par Joseph L. Mankiewicz, Prix Edgar-Allan-Poe du meilleur scénario
- 1972 : Frenzy réalisé par Alfred Hitchcock
- 1973 : The Wicker Man réalisé par Robin Hardy
- 1974 : Le Crime de l'Orient-Express (Murder on the Orient Express) réalisé par Sidney Lumet
- 1978 : Mort sur le Nil (Death on the Nile) réalisé par John Guillermin
- 1978 : Absolution (en) réalisé par Anthony Page
- 1982 : Meurtre au soleil (Evil Under the Sun) réalisé par Guy Hamilton
- 1988 : Rendez-vous avec la mort (Appointment with Death) réalisé par Michael Winner